# Miroscyllium sheikoi
Miroscyllium sheikoi är en hajart som först beskrevs av Vladimir Nikolaevich Dolganov 1986.  Miroscyllium sheikoi ingår i släktet Miroscyllium och familjen lanternhajar. IUCN kategoriserar arten globalt som otillräckligt studerad. Inga underarter finns listade i Catalogue of Life.